# Луценко Олексій Миколайович
Олексій Миколайович Луценко (нар. 3 березня 1997) — український футболіст, захисник клубу «Ворскла» (Полтава).

## Життєпис
Футболом розпочав займатися в харківському «Олімпіку», з 2011 року на молодіжному рівні захищав кольори полтавських клубів «Молодь» та «Ворскла». 
У 2014 році підписав професіональний контракт з полтавською «Ворсклою», але виступав за полтавчан у молодіжному чемпіонаті України. Влітку 2017 року був переведений до першої команди «Ворскли», яка виступає в Прем'єр-лізі України. Дебютував у першій команді полтавчан 12 серпня 2017 року на 90+4-й хвилині поєдинку Прем'єр-ліги проти кам'янської «Сталі». Професійну кар'єру закінчив в 2018 році. Нині тренується з місцевим клубом з міста Гадяч ФК "Псел".